# Национальная и университетская библиотека Загреба
Национальная и университетская библиотека Загреба (хорв. Nacionalna i sveučilišna knjižnica u Zagrebu) — крупнейшая научная библиотека Хорватии, расположена в городе Загреб. В фондах библиотеки хранятся более 2 млн книг.
Коллекция библиотеки содержит много ценных изданий на старославянском языке, а также первую книгу хорватском языке, ценные древние издания на немецком языке и редкие географические карты.
Генеральный директор библиотеки — Др. Иосиф Стипанов.

## История
Национальная и университетская библиотека Хорватии была основана в 1607 году как часть иезуитской школы Neoacademia Zagrabiensis. В 1669 году школа была признана габсбургским королём Леопольдом I. История библиотеки неразрывно связана с историей Загребского университета, основанного позже. В 1776 году библиотека стала Королевской библиотекой академии наук (Regia Scientiarum Academia), а в 1874 году — университетской библиотекой Загреба. В 1818 году библиотека стала публичной.
С 1837 года библиотека получила статус национальной и должна была получать обязательный экземпляр каждой книги, опубликованной в Хорватии. 28 мая 1995 года библиотека переехала в своё сегодняшнее помещение. Национальная библиотека имеет сегодня шесть филиалов (факультетских библиотек) и управляет 32 библиотеками Хорватии.

## Фонды
50 % фондов библиотеки — литература на хорватском языке. 20 % — литература на английском, 12 % — на немецком и по 5 % на русском, французском и итальянском языках.
- 2 015 720 монографий
- 24 180 книжных серий и периодических изданий
- 314 427 микрофильмов
- 142 113 рукописей
- 28 101 географических карт
- 17 580 партитур
- 11 735 аудиодокументов